# Antonio Giorgetti

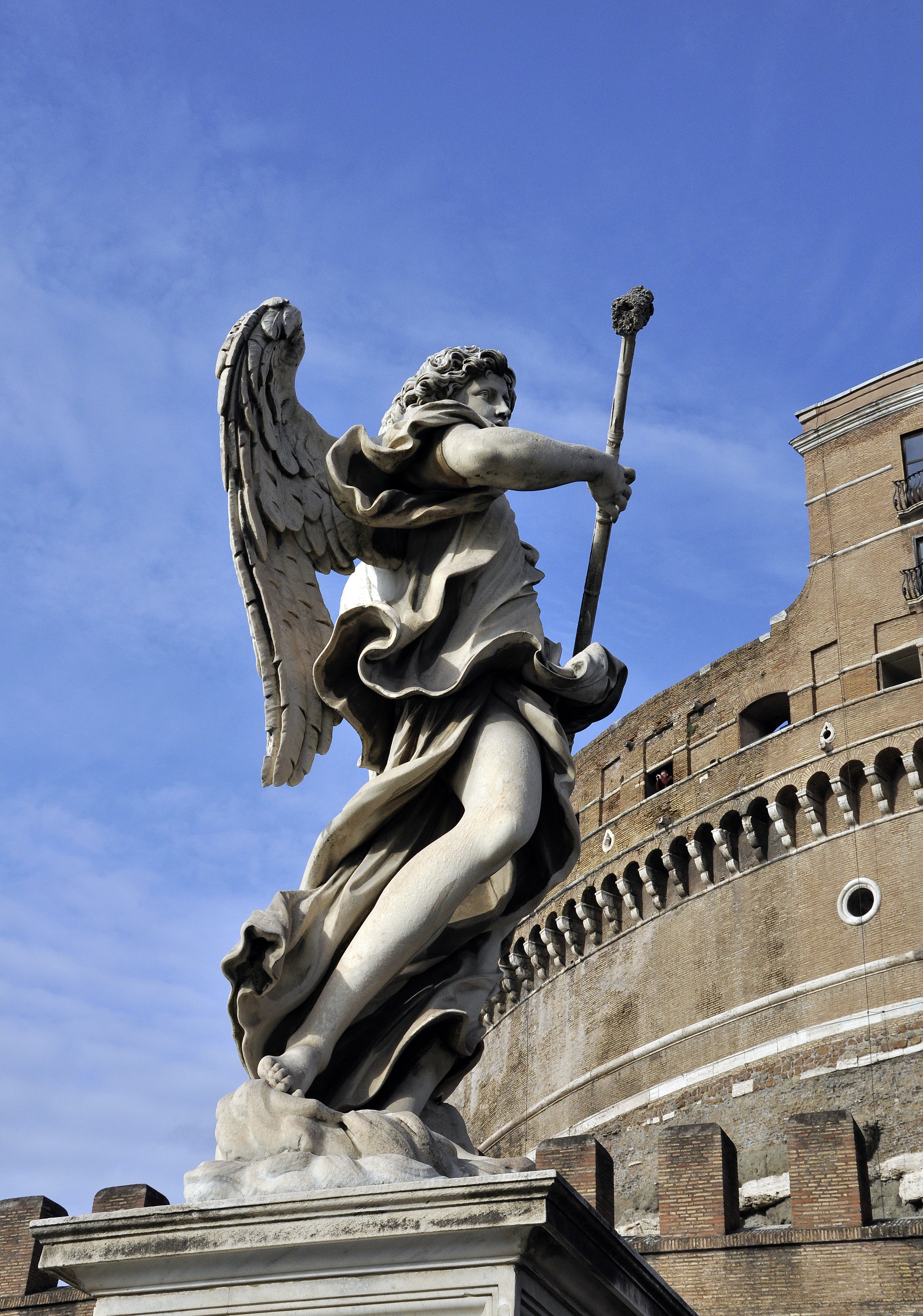
Engel met spons door Giorgetti, een van de engelen met de passiewerktuigen op de Engelenbrug, Rome

Antonio Giorgetti (overleden 1670) was een Italiaans beeldhouwer en leerling van Gian Lorenzo Bernini. Giorgetti was vooral in Rome actief.
Het grafmonument van Sebastiaan in de Sint Sebastiaan buiten de Muren wordt beschouwd als zijn meesterwerk. Ook de Engel met spons op de Engelenbrug te Rome (zie foto) is een van zijn prominente werken. Dit beeld kwam tot stand onder supervisie van Bernini die voor het voorontwerp zorgde.

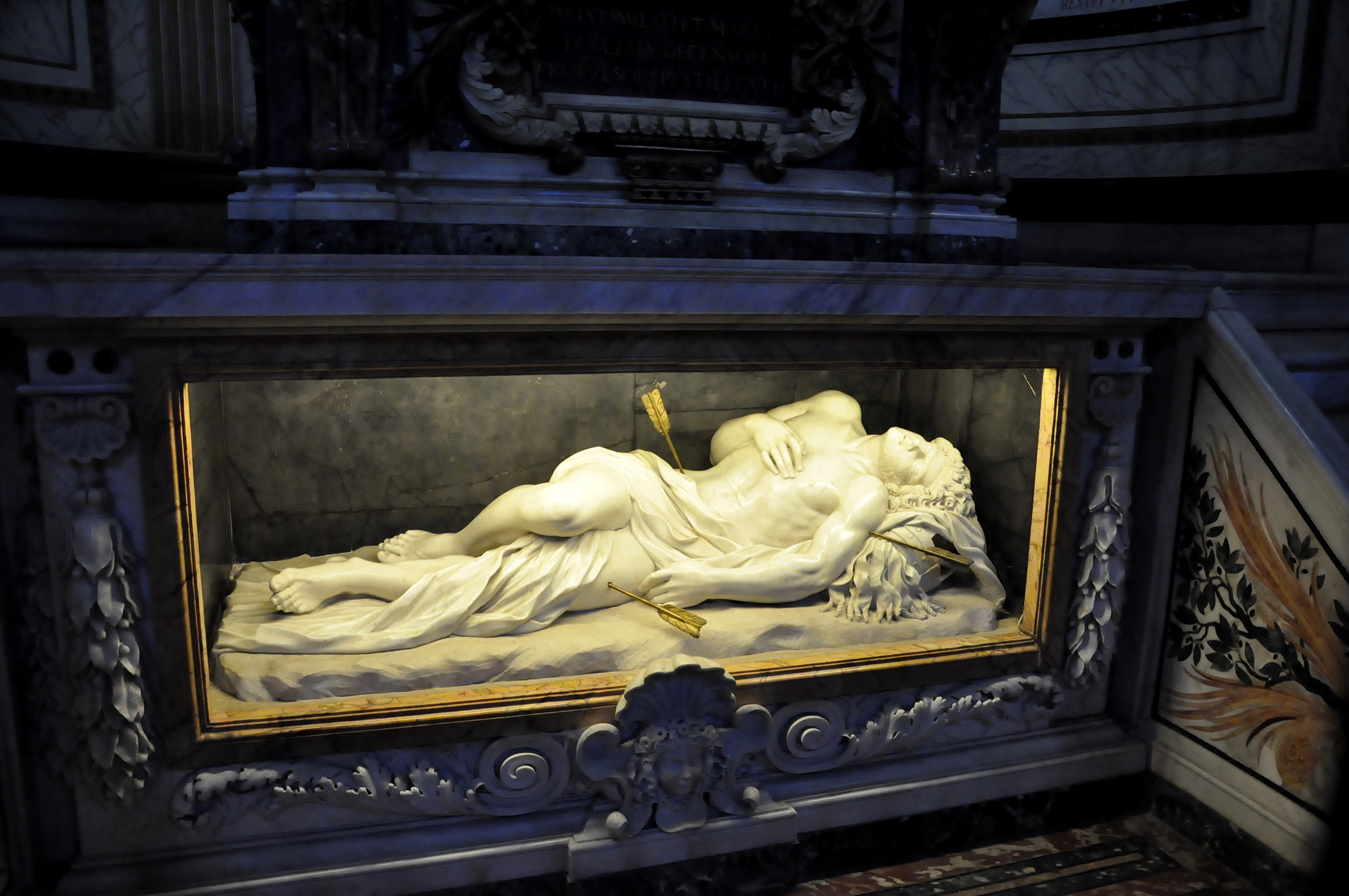
Sint Sebastiaan in de Sebastiaan buiten de Muren

- Gemeinsame Normdatei: 122472020
- International Standard Name Identifier: 0000 0000 6218 0730
- Union List of Artist Names: 500030056
- Virtual International Authority File: 37800911
- WorldCat: E39PBJbGTDDW67RxmWkQRdfrMP